# Милош Бурсаћ
Милош Бурсаћ (Београд, 23. јун 1965) бивши је југословенски и српски фудбалер, репрезентативац Југославије.

## Клупска каријера
Поникао је у редовима земунске Галенике (данашњи Земун), са којим је дебитовао у Првој савезној лиги у сезони 1982/83. Пуну фудбалску афирмацију доживљава у дресу никшићке Сутјеске у сезони 1985/86, када је био најбољи стрелац тима са 20 постигнутих голова. Бранио је боје сплитског Хајдука (1986—88), београдске Црвене звезде (1988—89). У иностранству је играо за француске клубове Тулон (1989—91) и Олимпик Лион (1991—92), за шпанске тимове Селта де Виго (1992—93) Атлетико Марбеља (1994—95), као и Антверпен (1993—94), РВД Моленбек (1998—99) у Белгији. Накратко се вратио у земљу и поново обукао дрес никшићке Сутјеске (1999—2000), да би каријеру окончао у нижеразредном белгијском Расинг Мол-Везел (2003—04).

## Репрезентација
За репрезентацију Југославије је одиграо две утакмице. Дебитовао је за национални тим 28. септембра 1985. против Источне Немачке (1:2) у квалификацијама за Светско првенство, а наступио је још и 16. новембра 1985. против Француске (0:2) у Паризу.

## Успеси
- Хајдук Сплит
  - Куп Југославије: 1984, 1987.